# Неорганические тиосульфаты

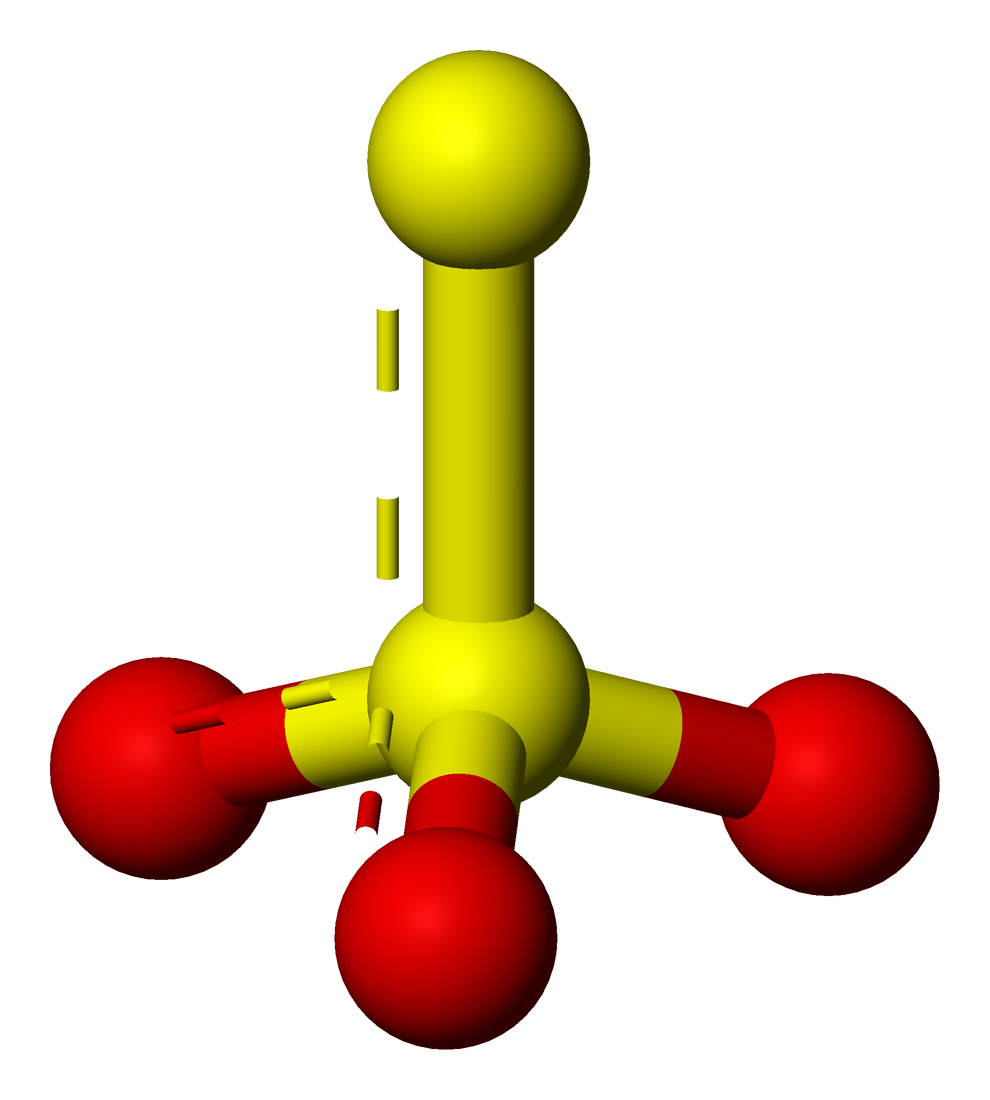
Пространственная модель тиосульфат-иона

Тиосульфа́ты — соли и сложные эфиры тиосерной кислоты, H2S2O3. Тиосульфаты неустойчивы, поэтому в природе не встречаются. Наиболее широкое применение имеют тиосульфат натрия и тиосульфат аммония.

## История открытия и исследования
Органические тиосульфаты были исследованы немецким химиком Гансом Бунте в 1872 году в его докторской диссертации.

### Строение

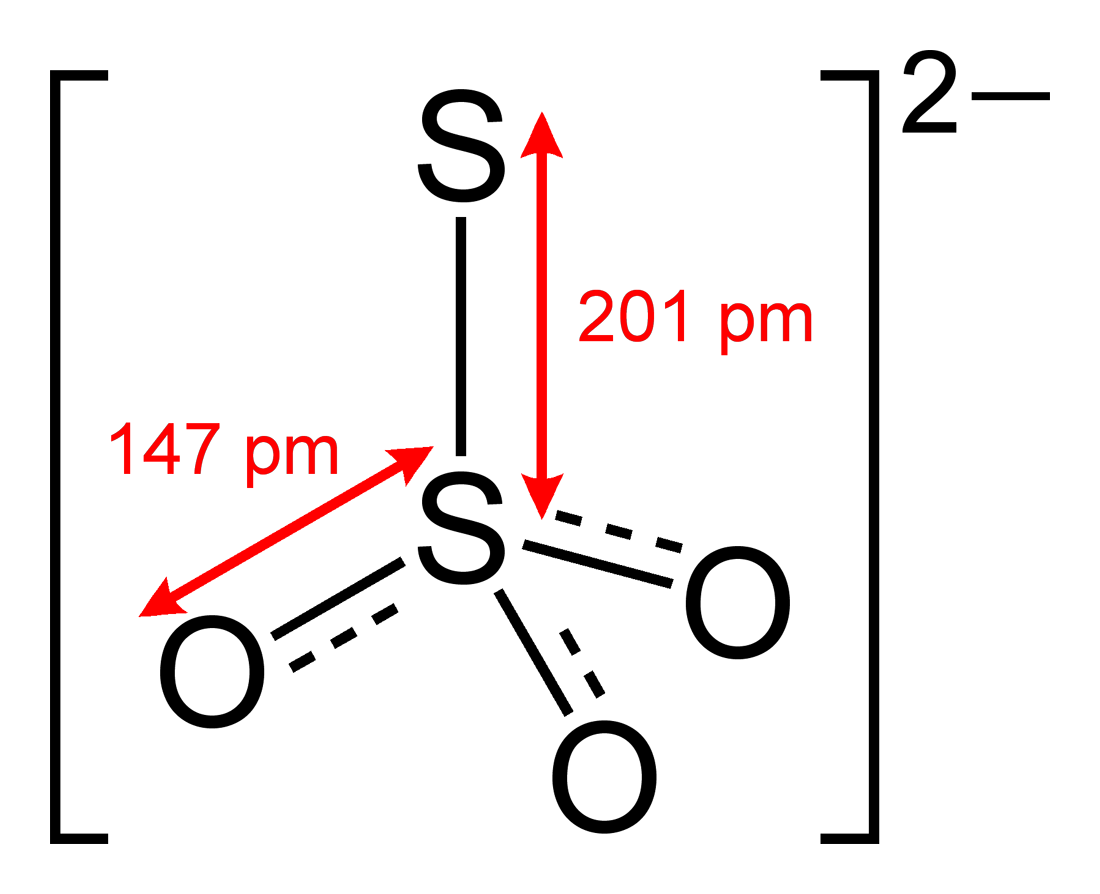
Структура тиосульфат-иона

Тиосульфат-ион по строению близок к сульфат-иону. В тетраэдре [SO3S]2− связь S−S (1,97 Å) длиннее, чем связи S−O (1,48 Å).

### Физические свойства
Растворимость в воде (г/100 г):
- K2S2O3 200,1 (35 °C), 233,4 (56 °C)
- (NH4)2S2O3 173 (20 °C)
- MgS2O3 49,8 (20 °C)
- CaS2O3 42,9 (10 °C)
- SrS2O3 15,3 (10 °C)
- BaS2O3 0,2 (0 °C)
- Tl2S2O3 0,18 (25 °C)
- PbS2O3 0,02 (18 °C)

Образуют кристаллогидраты, при нагревании которых происходит плавление, представляющее собой растворение тиосульфатов в кристаллизационной воде.
- К2S2O3·5Н2О — температура плавления 35,0 °C
- К2S2O3·3Н2О — температура плавления 56,1 °C
- K2S2O3·H2О — температура плавления 78,3 °C, плотность 2,590 г/см³
- MgS2O3·6H2O — температура плавления выше 82 °C, плотность 1,818 г/см³
- CaS2O3·6H2O — температура плавления выше 40 °C, плотность 1,872 г/см³

### Получение
Тиосульфаты получаются при взаимодействии растворов сульфитов с сероводородом:
{\displaystyle {\ce {4 HSO3^- + 2 HS^- -> 3 S2O3^2- + 3 H2O}}}
При кипячении растворов сульфитов с серой:
{\displaystyle {\ce {Na2SO3 + S -> Na2S2O3}}}
При окислении полисульфидов кислородом воздуха:
{\displaystyle {\ce {2 Na2S2 + 3 O2 -> 2 Na2S2O3}}}
{\displaystyle {\ce {2 Na2S5 + 3 O2 -> 2 Na2S2O3 + 6 S}}}

### Химические свойства
Тиосерная кислота H2S2O3 в присутствии воды разлагается:
{\displaystyle {\ce {H2S2O3 -> S + SO2 + H2O}}}
поэтому её выделение из водного раствора невозможно. Свободная тиосерная кислота может быть получена при взаимодействии хлорсульфоновой кислоты с сероводородом при низкой температуре:
{\displaystyle {\ce {HSO3Cl + H2S -> H2S2O3 + HCl}}}
Выше 0 °C свободная тиосерная кислота необратимо разлагается по вышеприведённой реакции.
Благодаря наличию серы в степени окисления −2 тиосульфат-ион обладает восстановительными свойствами. Слабыми окислителями (I2, Fe3+) тиосульфаты окисляются до тетратионатов:
{\displaystyle {\ce {2 S2O3^2- + 2 Fe^3+ -> S4O6^2- + 2 Fe^2+}}}
{\displaystyle {\ce {2 S2O3^2- + I2 -> S4O6^2- + 2 I^-}}}
Более сильные окислители окисляют тиосульфаты до сульфатов:
{\displaystyle {\ce {S2O3^2- + 4 Cl2 + 5 H2O -> 2 SO4^2- + 8 Cl^- + 10 H^+}}}
Сильные восстановители восстанавливают тиосульфат-ион до сульфида, например:
{\displaystyle {\ce {3 S2O3^2- + 8 Al + 14 OH^- + 9 H2O -> 6 S^2- + 8[Al(OH)4]^-}}}
Тиосульфат-ион также является сильным комплексообразователем:
{\displaystyle {\ce {Ag^+ + 2 S2O3^2- -> [Ag(S2O3)2]^3-}}}
Так как тиосульфат-ион координируется с металлами через атом серы в степени окисления −2, в кислой среде тиосульфатные комплексы легко переходят в сульфиды:
{\displaystyle {\ce {2 [Ag(S2O3)2]^{3-}{}+ 6 H^+ -> Ag2S v + 3 S + 3 SO2 + H2SO4 + 2 H2O}}}
Из-за наличия атомов серы в разных степенях окисления в кислой среде тиосульфаты склонны к реакциям диспропорционирования:
{\displaystyle {\ce {3 S2O3^2- + 2 H^+ -> S + SO2 + H2O}}}

## Применение
Тиосульфаты используются в:
- фотографии в качестве компонента фиксажа
- аналитической и органической химии
- горнорудной промышленности
- текстильной и целлюлозно-бумажной промышленности
- пищевой промышленности
- Химчистке
- медицине

### Фотография
Использование тиосульфата натрия в фотографии в качестве фиксажа основано на способности тиосульфат-иона переводить нерастворимые в воде светочувствительные галогениды серебра в растворимые несветочувствительные комплексы:
{\displaystyle {\ce {AgHal + 2 S2O3^2- -> [Ag(S2O3)2]^{3-}{}+ Hal^-}}}
Фиксажи условно делятся на нейтральные, кислые, дубящие и быстрые.
Нейтральный фиксаж представляет собой раствор тиосульфата натрия в воде (250 г/л). Для более быстрого прекращения действия проявляющих веществ, занесённых из проявителя в эмульсионном слое во избежание появления вуали на изображении фиксирование обычно проводят в слабокислой среде. В качестве подкислителей используют серную и уксусную кислоты, а также гидросульфит или метабисульфит (K2S2O5) калия.
Для упрочнения эмульсионного слоя используют дубящие фиксажи. В качестве дубящих веществ в разных рецептурах могут использоваться тетраборат натрия (бура), борная кислота (одновременно как подкислитель), хромокалиевые или алюмокалиевые квасцы и формалин.
Скорость реакции комплексообразования уменьшается от AgCl к AgI, поэтому при использовании бромсеребряных и иодсеребряных фотоматериалов используются быстрые фиксажи на основе тиосульфата аммония. Ускорение процесса фиксирования происходит за счёт промежуточной стадии — быстро протекающего образования аммиачного комплекса серебра:
{\displaystyle {\ce {AgHal + 2 NH4^+ + 2 OH^- -> [Ag(NH3)2]^+ + 2 H2O + Hal^-}}}
Из-за гигроскопичности тиосульфата аммония обычно применяют смесь тиосульфата натрия и хлорида аммония.

### Химия
В аналитической химии тиосульфат натрия используется в качестве реагента в иодометрии. Его использование основано на реакции окисления тиосульфат-иона иодом до тетратионата:
{\displaystyle {\ce {2 S2O3^{2-}+ I2 -> S4O6^{2-}{}+ 2 I^-}}}
Растворы тиосульфата натрия нестабильны из-за взаимодействия с углекислым газом, содержащемся в воздухе и растворённом в воде:
{\displaystyle {\ce {S2O3^{2-}{}+ CO2 + H2O -> HSO3^- + S v + HCO3^-}}}
и вследствие окисления кислородом воздуха:
{\displaystyle {\ce {2 S2O3^{2-}{}+ O2 -> 2 S v + 2 SO4^{2-}}}}
и в результате контаминации растворов тионовыми бактериями, которые окисляют тиосульфаты до сульфатов, осуществляя хемосинтез. Поэтому приготовление раствора тиосульфата натрия из навески нецелесообразно. Обычно готовят раствор приблизительной концентрации и устанавливают точную концентрацию титрованием раствором бихромата калия или иода.
При иодометрическом титровании применяют метод обратного титрования, то есть прибавляют избыток раствора иодида калия точной концентрации, а затем титруют образовавшийся иод раствором тиосульфата натрия..

### Горнорудная промышленность
В горнорудной промышленности тиосульфат натрия используется для извлечения серебра и золота из руд и минералов как альтернатива цианидному выщелачиванию
Процесс тиосульфатного выщелачивания основан на окислении золота и серебра кислородом воздуха в присутствии тиосульфата натрия (тиосульфатное выщелачивание):
{\displaystyle {\ce {4 Au + O2 + 8 S2O3^{2-}{}+ 4 H^+ -> 4 [Au(S2O3)2]^{3-}{}+ 2 H2O}}}
в кислой среде или двухвалентной медью:
{\displaystyle {\ce {Au + 5 S2O3^{2-}{}+ [Cu(NH3)4]^{2+}-> [Au(S2O3)2]^{3-}{}+ 4 NH3 + [Cu(S2O3)3]^{5-}}}}
в щелочной среде (тиосульфатно-аммиачное выщелачивание).
Аналогичные процессы происходят и при выщелачивании серебра.
Преимуществами тиосульфатно-аммиачного выщелачивания перед цианидным является отсутствие необходимости в использовании высокотоксичных реагентов, а также более полное извлечение металлов из руд, содержащих большие количества меди и марганца. При тиосульфатно-аммиачном выщелачивании в рабочий раствор добавляют серу и сульфит аммония, что позволяет обеспечить извлечение золота до 50—95 %

### Текстильная промышленность
После отбеливания тканей хлором их обрабатывают тиосульфатом натрия для удаления следов хлора и придания прочности:
{\displaystyle {\ce {S2O3^{2-}{}+ 4 Cl2 + 5 H2O -> SO4^{2-}{}+ 8 Cl^- + 10 H^+}}}

### Пищевая промышленность
В пищевой промышленности тиосульфат натрия применяется как пищевая добавка Е539 (регулятор кислотности).

### Химчистка
При химчистке текстильных и кожных изделий тиосульфат натрия используется для удаления пятен, вызванных галогенами и их соединениями: йод, соединения хлора, бром.

### Медицина
В медицине тиосульфат натрия используется:
- как антидот при отравлениях тяжёлыми металлами (ртуть, свинец, мышьяк), цианидами, солями иода и брома, лекарственными средствами[2], а также при детоксикации больных с алкогольными психозами;
- при лечении аллергических заболеваний, артрита и невралгии;
- при лечении кожных заболеваний (чесотка, псориаз).

тиосульфат магния — лекарственное средство при некоторых сердечно-сосудистых заболеваниях, вегетативных расстройствах.

## Примеры
- Тиосульфат рубидия образует кристаллогидраты состава Rb2SO3S•H2O и Rb2SO3S•2H2O
- Тиосульфат свинца(II) не растворяется в воде